# Kohlborn
Der Kohlborn ist ein See in der Gemeinde Süsel – südwestlich von Süsel / östlich des Ortsteiles Middelburg – im Kreis Ostholstein in Schleswig-Holstein.
Er liegt in der Holsteinischen Schweiz umgeben von einer hügeligen Moränenlandschaft. An seiner nördlichen Seite wird er von einer Brücke, über die die B 76 führt, überspannt. Der ovale See hat eine Länge von ca. 300 m und eine Breite von ca. 150 m.
Der Kohlborn entwässert in den westlich gelegenen Middelburger See und von dort über den Achtersee in Richtung des Flusses Schwartau. Das Gebiet des Kohlborn gehört zu dem Naturschutzgebiet „Middelburger Seen“.

## Sonstiges
Südlich des Kohlborn befinden sich zwei weitere Wasserflächen, bei denen es sich um geflutete Kiesgruben handelt – diese werden für eine Wasserski-Anlage, als Badesee und als Angelsee genutzt.